# Duality
 Duality  — це пісня рок-гурту «Slipknot», яка стала дебютним синглом з їхнього третього альбому Vol. 3: (The Subliminal Verses).

## Трек-лист
1. "Duality (Радіо-версія)"
2. "Don't Get Close"
3. "Disasterpiece (live)"